# Municipio di Odessa
Il Municipio di Odessa (in ucraino Будинок Одеської міської ради?) è la sede dell'ufficio del sindaco di Odessa e delle assemblee della Duma. Si trova in piazza Duma, 1 a Odessa, nell'omonimo oblast' dell'Ucraina. Davanti al palazzo si trova il monumento a Puškin.

## Storia

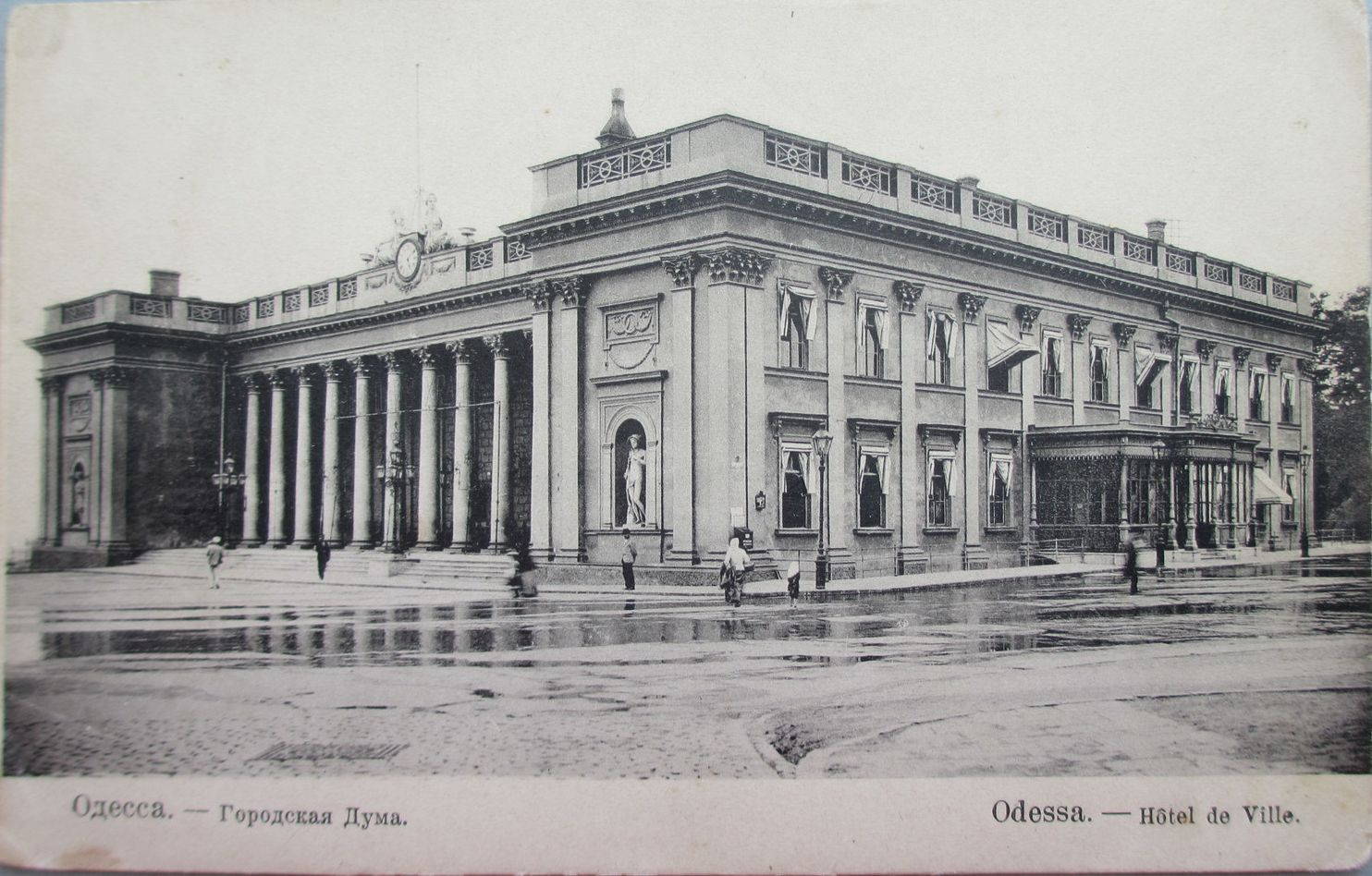
Il municipio di Odessa all'inizio del XX secolo

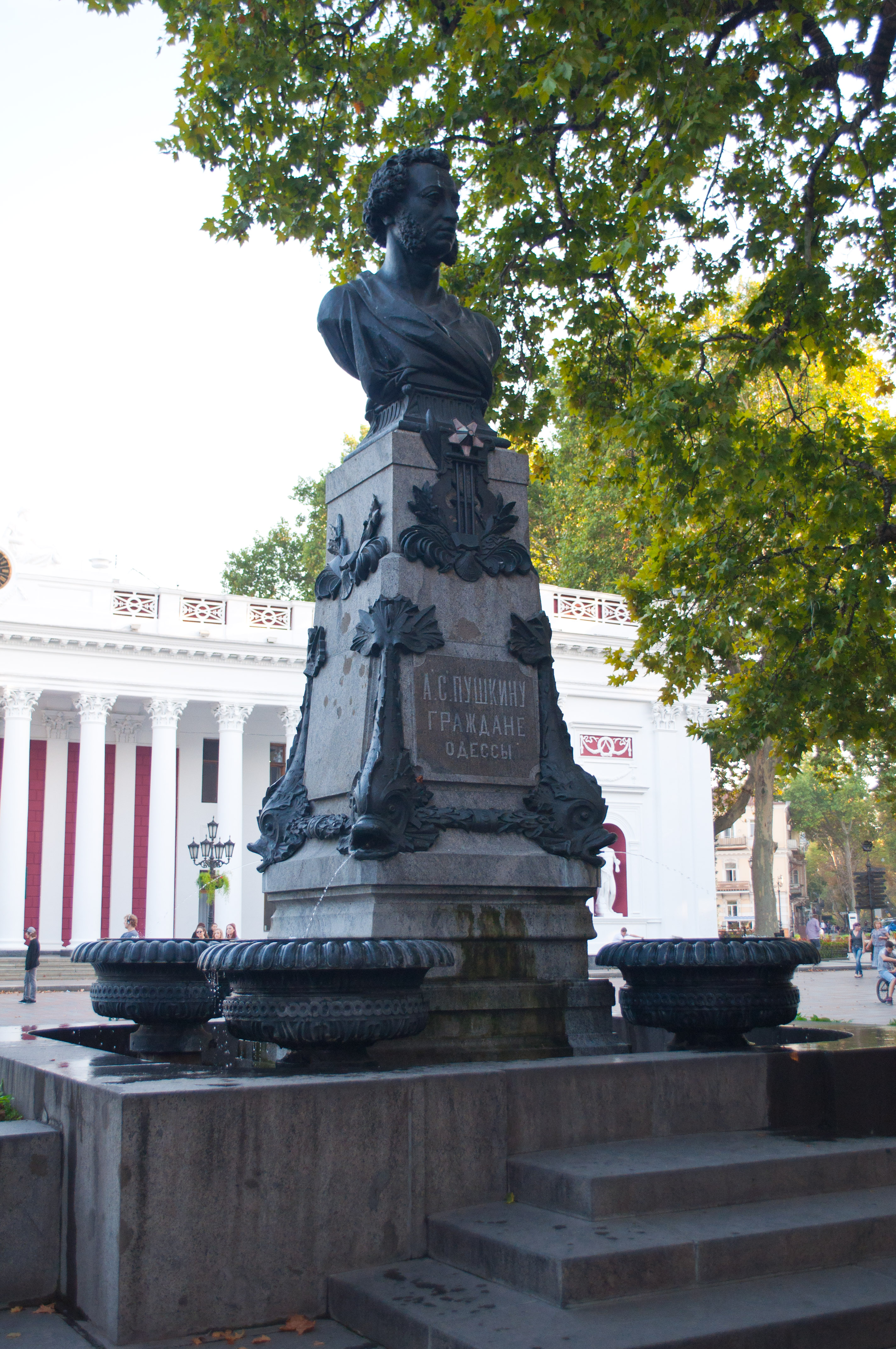
Monumento a Puškin

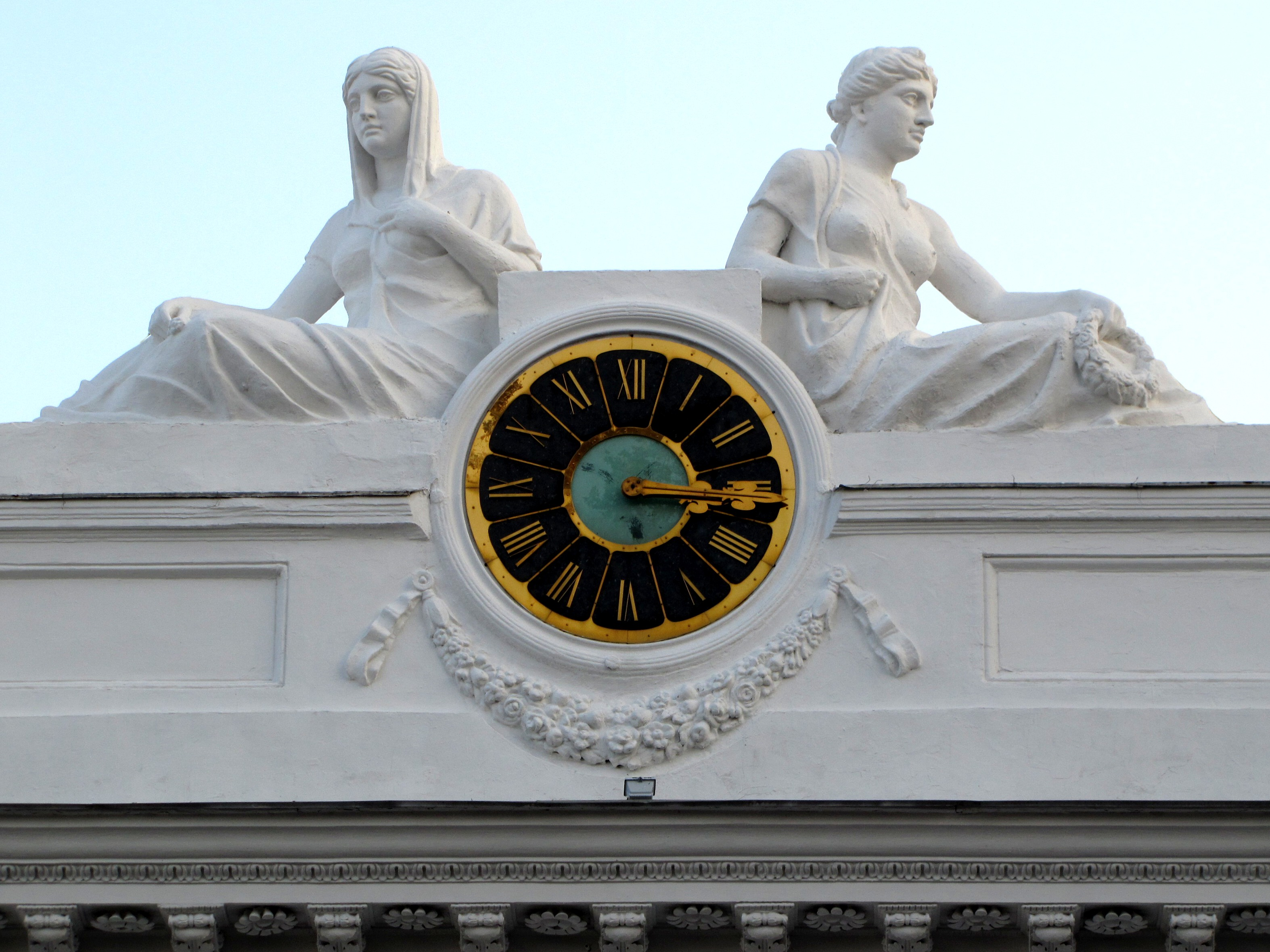
Orologio sulla facciata con le statue raffiguranti Giorno e Notte

L'edificio nel quale ha sede venne edificato su progetto di Francesco Boffo e Giorgio Torricelli a partire dal 1829 ma i lavori subirono un'interruzione a causa dell'epidemia di peste che colpì il territorio. Il cantiere, anche a causa di altri problemi, venne chiuso solo nel 1837. In origine era stato pensato per la borsa locale e per renderlo più adatto a tale utilizzo venne parzialmente ricostruito tra il 1871 e il 1873. Dal 1899 la borsa fu trasferita in altra sede e divenne così palazzo municipale.

## Descrizione
L'edificio è una struttura storica ed è stato edificato in stile neoclassico con il prospetto principale caratterizzato da colonne corinzie nella parte centrale e comprese tra due corpi di fabbrica laterali leggermente avanzati arricchiti di nicchie con statue raffiguranti Mercurio e Cerere. Sopra la parte centrale si trova il grande orologio realizzato dalla Smith and Sons britannica nel 1868 sopra il quale altre due statue, raffiguranti Giorno e Notte, intendono simboleggiare l'eternità del tempo.